# Distretto di Nong Bua Daeng
Il distretto di Nong Bua Daeng (in thailandese: หนองบัวแดง) è un distretto (amphoe) della Thailandia, situato nella provincia di Chaiyaphum.
| Controllo di autorità | VIAF (EN) 152589420 · LCCN (EN) n92108288 · J9U (EN, HE) 987007533136305171 |